# Ko Myeong-seok
Ko Myeong-seok (kor. 고명석; * 27. September 1995 in Yeonggwang) ist ein südkoreanischer Fußballspieler.

## Karriere

### Verein
Ko Myeong-seok erlernte das Fußballspielen in den Schulmannschaften der Yeonggwang Elementary School, Gangjin Middle School und der Jungkyung High School sowie in der Universitätsmannschaft der Hongik University. Seinen ersten Vertrag unterschrieb er am 1. Januar 2017 beim Bucheon FC 1995. Das Fußballfranchise aus Bucheon spielte in der zweiten Liga, der K League 2. Für den Zweitligisten bestritt er 28 Ligaspiele. Nach einer Spielzeit wechselte er zum ebenfalls in der zweiten Liga spielenden Daejeon Hana Citizen FC. Nach 34 Ligaspielen für den Klub aus Daejeon wechselte er im Januar 2019 in die erstel Liga. Hier schloss er sich in Suwon den Suwon Samsung Bluewings an. 2019 gewann er mit den Bluewings den südkoreanischen Pokal. Hier konnte man sich in den Endspielen gegen den Drittligisten Daejeon Korail FC mit insgesamt 4:0 durchsetzen. Im Januar 2020 wurde er nach Sangju an den Sangju Sangmu FC ausgeliehen. Zu den Spielern des Vereins zählen südkoreanische Profifußballer, die ihren zweijährigen Militärdienst ableisten. 2021 zog der Klub nach Gimcheon und benannte sich in Gimcheon Sangmu FC um. Nach insgesamt Ligaspielen kehrte er im Juni 2021 nach Suwon zurück. Für die Bluewings bestritt er insgesamt 66 Ligaspiele. Die Saison 2024 stand er beim Erstligisten Daegu FC in Daegu unter Vertrag. Nach 33 Ligaspielen wurde sein Vertrag nicht verlängert. Im Januar 2025 zog es ihn nach Thailand. Hier unterschrieb er in Buriram einen Vertrag beim Erstligisten Buriram United. In der Saison 2024/25 kam er in der Liga nicht zum Einsatz. Mit Buriram spielte er in der AFC Champions League Elite sowie in den nationalen Pokalwettbewerben. Im Mai 2025 gewann er mit Buriram die ASEAN Club Championship. Hier konnte man sich gegen den vietnamesischen Vertreter Công An Hà Nội FC in zwei Endspielen durchsetzen. Am 24. Mai 2025 stand er mit Buriram im Finale des FA Cups, das man mit 3:2 gegen den Erstligisten Muangthong United gewann. Eine Woche später stand er mit dem Verein im Finale des Thai League Cup. Hier schlug man im BG Stadium den Erstligisten Lamphun Warriors FC mit 2:0.

### Nationalmannschaft
Ko Myeong-seok spielte 2018 dreimal in der südkoreanischen U23-Nationalmannschaft. Hier kam er bei der U23-Asienmeisterschaft in China zum Einsatz. Hier belegte er mit dem Team den vierten Platz. Das Spiel um Platz drei verlor man gegen Katar mit 1:0.

## Erfolge
Suwon Samsung Bluewings
- Südkoreanischer Pokalsieger: 2019

Buriram United
- Thailändischer Meister: 2024/25
- ASEAN Club Championship-Sieger: 2024/25
- Thailändischer Pokalsieger: 2024/25
- Thailändischer Ligapokalsieger: 2024/25